# 张院民居
张院民居位于山西省晋城市城区西街下元巷，年代为明万历二十年（1592年）。

## 保护
1997年4月，张院民居公布为第一批晋城市文物保护单位，古建筑及历史纪念建筑物类，编号1-4。